# Isaiah Bershadski
Isaiah Bershadski, pseudonimo di Isaiah Domaščwitzki (Saimoscha, 1874 – Varsavia, 1908), è stato uno scrittore russo di religione ebraica.

## Biografia
Isaiah Bershadski nacque a Saimoscha, presso Slonim in Bielorussia, nel 1874.
Da giovane ricevette la tradizionale educazione ebraica e approfondì le sue conoscenze della cultura russa.
Durante la sua carriera letteraria, svolse anche l'attività di insegnante nell'odierna Dnipro, a quei tempi Ekaterinoslav.
Grazie alla sua buona reputazione letteraria fu invitato a dirigere la rivista Ha-Zeman, pubblicata dapprima a San Pietroburgo e poi a Vilnius; conservò questa carica fino a quando la tubercolosi lo costrinse a dimettersi nel 1905.
Ricollegandosi al movimento realista e naturalista, che si diffuse e caratterizzò il romanzo russo verso la fine del XIX secolo, Bershadski introdusse nella narrativa ebraica, con due romanzi e novelle, una riuscita serie di ritratti colti dal vero, di personaggi materialisti, privi di ideali, riguardanti l'ambito della media borghesia ebraica delle piccole città di provincia.
Bershadski fu uno dei primi scrittori ebrei ad approfondire realisticamente il rapporto tra i sessi, limitando la tradizionale presenza della moralizzazione. 
Scettico sulle possibilità di conciliare tradizione e modernismo, propose la teoria e la soluzione di una negazione definitiva del passato, per una sincera e onesta accettazione dell'uomo moderno e dei suoi bisogni.
Tra le sue opere si ricorda Memorie meste (Zikronot Tugah), storia di un talmudista che una volta entrato in affari, volle imitare i vizi e le stravaganze dei ricchi e, dopo essersi  rovinato a causa di uno stile di vita superiore ai suoi mezzi, ed aver sofferto di qualche problema di salute, ritrovò la speranza grazie all'aiuto di una moglie devota che, pur non condividendo le sue abitudini, lo confortò nella sua disperazione. 
Tra le sue novelle si può menzionare Il resoconto (Ha-Shemu'ah), descrizione delle sofferenze di un ebreo liberale, che sorgono quando si accorge che i suoi figli, introdotti da lui nel mondo degli affari di una grande città, sono costretti a convertirsi al cristianesimo per non essere rovinati ed espulsi. Bershadski approfondì tutti gli aspetti della vita religiosa dei figli e contemporaneamente i sensi di colpa del padre.
Nel suo romanzo psicologico realistico Senza scopo (Be'en Maṭṭarah, 1899), considerato il primo romanzo ebraico moderno, Bershadski narrò la vita dei progressisti insegnanti ebrei in Russia, e la superiorità di un idealista sionista, dedito alla questione della rinascita nazionale ebraica, su un brillante cinico, che è l'eroe del romanzo, e che non ha una scopo e nemmeno gioie nella vita, incarnando l'archetipo nichilista di Ivan Sergeevič Turgenev della letteratura russa. Con questo personaggio Bershadski creò il prototipo del disadattato sociale ebraico, che divenne l'antieroe della narrativa ebraica nel primo quarto del XX secolo.
Questi romanzi e altri due, Tipi e ombre (Defusim u-Ẓelalim, 1902) e Controcorrente (Neged ha-Zerem, 1901), furono pubblicati a Varsavia, incentrati sull'allontanamento dalla vita ebraica tradizionale. L'eroe ortodosso sionista, capisce che la gioventù si è fatta influenzare dall'anarchia, dal cinismo e dall'edonismo, e tutto questo crea problemi al suo ideale sionista.
Le sue ultime novelle e i suoi inediti furono raccolti e pubblicati postumi in due volumi con il titolo di Ultimi scritti (Ketavim Aḥaronim, 1910).
Isaiah Bershadski morì a Varsavia nel 1908.

## Opere
- Senza scopo (Be'en Maṭṭarah, 1899);
- Controcorrente (Neged ha-Zerem, 1901);
- Tipi e ombre (Defusim u-Ẓelalim, 1902);
- Memorie meste (Zikronot Tugah);
- Il resoconto (Ha-Shemu'ah);
- Ultimi scritti (Ketavim Aḥaronim, 1910).